# Outcasts (Palisades)
Outcasts è l'album di debutto del gruppo musicale statunitense Palisades, pubblicato il 21 maggio 2013 dalla Rise Records.

## Tracce
1. We Are All – 1:52
2. Your Disease – 3:31
3. Outcasts (featuring Andy Leo of Crown the Empire) – 3:03
4. A Disasterpiece – 3:05
5. The Reckoning (featuring Chris Roetter of Like Moths to Flames) – 3:50
6. High & Low (featuring Tyler Carter of Issues) – 3:27
7. The Arctic – 3:38
8. A.I. – 4:31
9. Betrayed – 2:36
10. Sidney – 3:00
11. Scarred – 3:53

## Formazione
Palisades
- Louis Miceli – voce
- Xavier Adames – chitarra, cori
- Matthew Marshall – chitarra, cori
- Brandon Sidney – basso, voce secondaria
- Aaron Rosa – batteria, percussioni
- Earl Halasan – tastiera, sintetizzatore, programmazione

Altri musicisti
- Andy Leo – voce in Outcasts
- Chris Roetter – voce in The Reckoning
- Tyler Carter – voce in High & Low

Produzione
- Cameron Mizell – produzione, ingegneria del suono, missaggio, mastering

## Classifiche
| Classifica (2013)         | Posizione massima |
| ------------------------- | ----------------- |
| Stati Uniti (heatseekers) | 7                 |
| Stati Uniti (independent) | 40                |
| Stati Uniti (hard rock)   | 17                |